# Jérôme Souchier
Jérôme Souchier (1508 Auvergne – 10. listopadu 1571 Řím) byl francouzský římskokatolický duchovní, generální opat Řádu cisterciáků a kardinál.

## Život
Narodil se roku 1508 v Auvergne do šlechtické rodiny.
Vstoupil do semináře Cisterciáků kláštera v Montpeyroux. Studoval na Collège Cistercien v Paříži, kde získal doktorát filosofie a teologie. Byl přijat mezi teology na Sorbonne Université.
Byl vysvěcen na kněze a roku 1550 byl zvolen opatem opatství Clairvaux, kterým byl do roku 1571. Zúčastnil se Tridentského koncilu. V letech 1564-1571 byl opatem kláštera Cîteaux a generálním představeným svého řádu.
Dne 24. března 1568 jej papež Pius V. jmenován kardinálem-knězem ze San Matteo in Merulana.
Zemřel 10. listopadu 1571 v Římě. Pohřben byl v bazilice Svatého Kříže v Jeruzalémě (Řím).